# Гольцгетан, Людвиг фон
Людвиг фон Гольцгетан (нем. Ludwig Freiherr von Holzgethan, 1 октября 1800 — 12 июня 1876) — австро-венгерский государственный деятель, замещал должность министр-президента Цислейтании в 1871. Барон (1865).

## Биография
Поступил на государственную службу в 1831, работал в сфере финансов. С 1846 работал в налоговом ведомстве — в Вене, Триесте, Линце, Риде. С 1850 работал в Вероне. С 1852 финансовый префект Венеции, руководитель финансового управления Ломбардо-Венецианского королевства.
4 апреля 1855 назначен министерским советником и финансовым префектом в Венеции, одновременно награждён Австрийским Королевским орденом Леопольда, возведен в рыцарское достоинство. С 1860 — тайный советник, член Тайного государственного совета, командор ордена Леопольда. 31 декабря 1865 возведен в баронское достоинство и назначен членом Палаты господ Рейхсрата. Получил пост помощника статс-секретаря, заместителя министра финансов Игнаца фон Пленера, стал членом Государственного совета.
В 1870 возглавил инистерство финансов Цислейтании. с 30 октября по 25 ноября 1871 исполнял обязанности министр-президента Цислейтании. В январе 1872 назначен общеимперским министром финансов Австро-Венгрии и занимал этот пост до самой смерти в 1876 году.